# Episteme hoenei
Episteme hoenei är en fjärilsart som beskrevs av Clayton Dissinger Mell 1936. Episteme hoenei ingår i släktet Episteme och familjen nattflyn. Inga underarter finns listade i Catalogue of Life.